# نقيشلي (جرجر)
نقيشلي (بالكردية: Horiyan‏) (بالتركية: Nakışlı)‏ هي قرية كرديّة تتبع إداريّاً لمديرية جرجر في محافظة أديامان التركية، بلغ عدد سكانها 219 نسمة في عام 2021.